# Harposceles paradoxus
Harposceles paradoxus är en skalbaggsart som beskrevs av Hermann Burmeister 1847. Harposceles paradoxus ingår i släktet Harposceles och familjen Dynastidae. Inga underarter finns listade i Catalogue of Life.